# Saint-Michel-sur-Savasse
Saint-Michel-sur-Savasse is een gemeente in het Franse departement Drôme (regio Auvergne-Rhône-Alpes) en telt 470 inwoners (2005). De plaats maakt deel uit van het arrondissement Valence.

## Geografie
De oppervlakte van Saint-Michel-sur-Savasse bedraagt 11,1 km², de bevolkingsdichtheid is 42,3 inwoners per km².

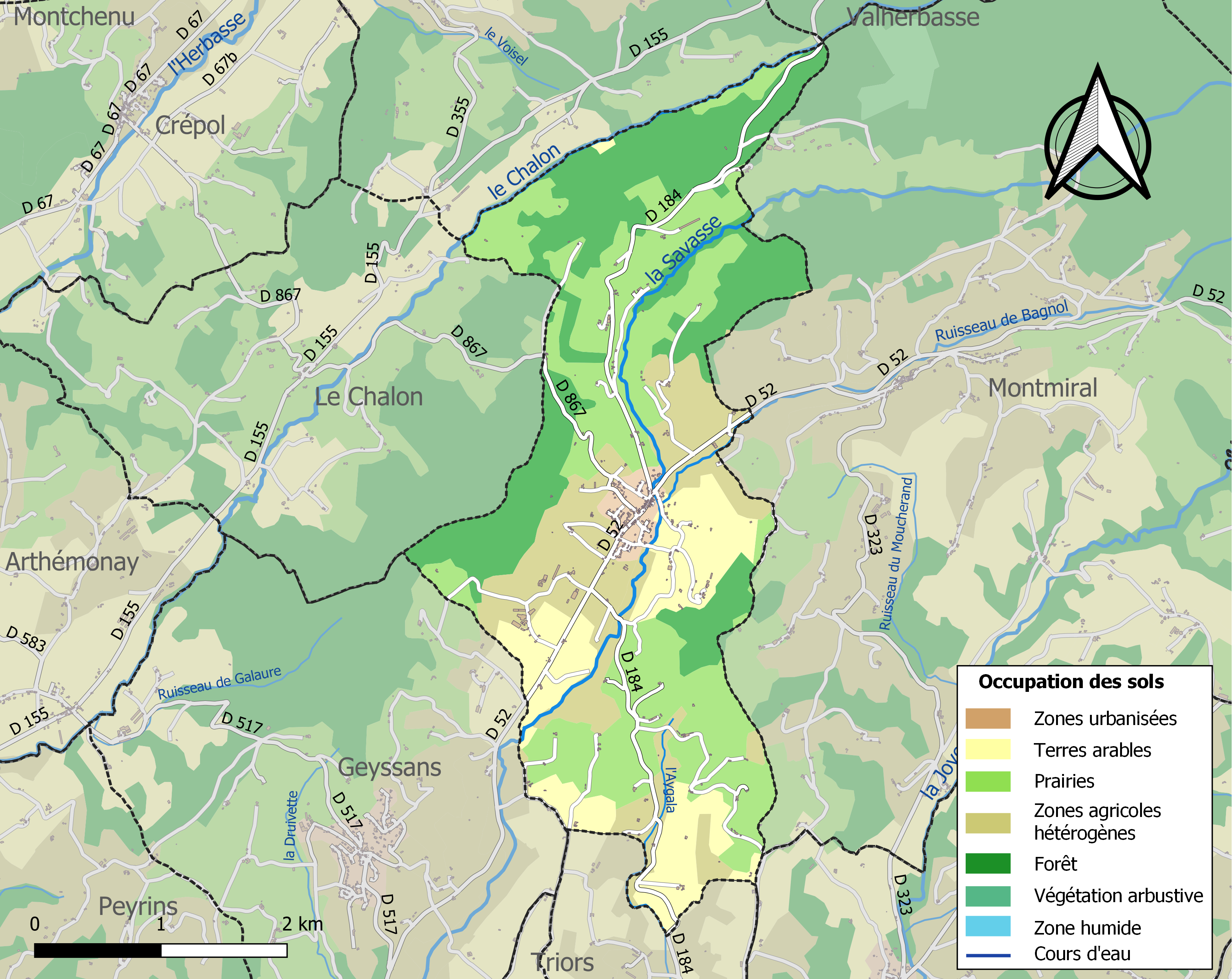
Kaart van de gemeente met belangrijkste infrastructuur, bodemgebruik en omliggende gemeenten

## Demografie
Onderstaande figuur toont het verloop van het inwonertal (bron: INSEE-tellingen).